# جون دورج
جون دورج (بالإنجليزية: John Dorge) مواليد 17 أكتوبر 1962 في توومبا، هو لاعب كرة سلة أسترالي سابق. بدأ مسيرته الاحترافية في سنة 1985. مثّل منتخب بلاده. شارك في دورة الألعاب الأولمبية الصيفية سنة 1992. اعتزل اللعب في 1998. لعب مع بريزبن بولتز في الدوري الأسترالي لكرة السلة.

## سجل المنافسة
شارك في المنافسات التالية:
- الألعاب الأولمبية الصيفية 1992
- الألعاب الأولمبية الصيفية 1996

## روابط خارجية
- جون دورج على موقع ريلجم (الإنجليزية)
- جون دورج على موقع بروبوليرز (الإنجليزية)
- جون دورج على موقع سبورتس رفرنس (الإنجليزية)
- جون دورج على موقع أوليمبيديا (الإنجليزية)
- جون دورج على موقع اللجنة الأولمبية الأسترالية (الإنجليزية)